# 1880 w literaturze
Wydarzenia literackie w 1880 roku.

## Nowe książki
- polskie
  - Bolesław Prus – "Katarynka"
- zagraniczne
  - Louisa May Alcott – Janka i Janek (Jack and Jill: A Village Story)[1]
- wydania polskie tytułów zagranicznych

## Urodzili się
- 14 stycznia – Joseph Warren Beach, uczony i poeta amerykański (zm. 1957)
- 1 marca – Lytton Strachey, angielski pisarz i krytyk literacki (zm. 1932)
- 30 marca – Seán O’Casey, irlandzki dramaturg i eseista (zm. 1964)
- 10 czerwca  – Margit Kaffka, węgierska pisarka i poetka (zm. 1918)
- 17 czerwca – Carl Van Vechten, amerykański pisarz (zm. 1964)
- 19 czerwca – Johann Sigurjonsson, islandzki dramatopisarz i poeta (zm. 1919)
- 16 lipca – Kathleen Norris, amerykańska pisarka (zm. 1966)
- 30 lipca – Ary Leblond, francuski pisarz (zm. 1958)
- 12 sierpnia – Radclyffe Hall, brytyjska poetka i pisarka (zm. 1943)
- 16 sierpnia – E.M. Hull, brytyjska pisarka (zm. 1947)
- 23 sierpnia – Aleksandr Grin, rosyjski pisarz (zm. 1932)
- 26 sierpnia – Guillaume Apollinaire, francuski poeta (zm. 1918)
- 10 września – Georgia Douglas Johnson, amerykańska poetka (zm. 1966)
- 12 października – Louis Hémon, francuski pisarz (zm. 1913)
- 14 października – Vilhelm Ekelund, szwedzki poeta, eseista i aforysta (zm. 1949)
- 26 października – Andriej Bieły, rosyjski poeta, prozaik i krytyk literacki (zm. 1934)
- 29 października
  - Otto Flake, niemiecki pisarz (zm. 1963)
  - Anzia Yezierska, amerykańska pisarka pochodzenia polsko-żydowskiego (zm. 1970)
- 1 listopada – Szalom Asz, polsko-żydowski prozaik, dramaturg i eseista (zm. 1957)
- 5 listopada – Mihail Sadoveanu, rumuński powieściopisarz, dziennikarz i polityk (zm. 1961)
- 6 listopada – Robert Musil, austriacki pisarz i krytyk teatralny (zm. 1942)
- 8 listopada – Micheil Dżawachiszwili, gruziński pisarz (zm. 1937)
- 9 listopada – Jordan Jowkow, bułgarski pisarz (zm. 1937)
- 21 listopada – Franz Hessel, niemiecki pisarz i tłumacz (zm. 1941)
- 28 listopada – Aleksandr Błok, rosyjski poeta symbolista, dramaturg (zm. 1921)
- 23 grudnia – David H. Keller, amerykański pisarz fantastyki (zm. 1966)
- 28 grudnia – Tytus Czyżewski, polski malarz, poeta, krytyk sztuki (zm. 1945)

Data dzienna nieznana:
- Perec Hirszbejn, żydowski dramaturg (zm. 1948)
- Gerszon Szofman, żydowski pisarz i tłumacz piszący w języku hebrajskim (zm. 1972)

## Zmarli
- 12 lutego – Karl Eduard von Holtei, niemiecki pisarz, aktor i reżyser teatralny (ur. 1798)
- 8 maja
  - Gustaw Flaubert, pisarz francuski (ur. 1821)
  - Jones Very, amerykański duchowny, poeta i eseista (ur. 1813)
- 16 listopada – Stanisław Dobrzański, polski komediopisarz (ur. 1847)
- 5 grudnia – Rebekka Wolf, niemiecko-żydowska autorka popularnej książki kucharskiej dot. kuchni koszernej
- 22 grudnia – George Eliot, angielska pisarka epoki wiktoriańskiej (ur. 1819)